# Jacopo Lucarelli
Jacopo Lucarelli (Livorno, 14 luglio 1996) è un cestista italiano.